# أولاد زباير
أولاد ازباير قرية مغربية شمال المملكة، تنتمي إلى إقليم تازة، شرقي مدينة فاس، تنتمي إلى قبيلة التسول، تضم بلدة أولاد ازباير 18.933 نسمة (إحصاء 2004).